# Pitcairnia aequatorialis
Espèce
Classification phylogénétique
Statut de conservation UICN

 EN B1ab(iii) : En danger
Pitcairnia aequatorialis est une espèce de plante de la famille des Bromeliaceae, endémique d'Équateur.